# Горячая линия
«Горя́чая ли́ния» — прямая связь (например, телефонная) с местом событий для передачи самых свежих новостей или сведений из первых рук. В отношении коммерческих организаций — колл-центр с единым номером для всех городов. Такие телефоны не должны иметь номеронабирателя и могут использоваться только для звонка на определенный номер телефона. Однако такой термин часто используют для стандартного телефонного номера или телефона колл-центра.
Прямой вызов абонента (Hot line) — дополнительный вид обслуживания абонента телефонной сети, позволяющий направлять вызовы после снятия микротелефона без набора номера на телефонный аппарат, номер которого заранее сообщается абонентом на коммутационную станцию.
Линия прямой связи местной телефонной сети (Ндп. некоммутируемая линия связи) — линия местной телефонной сети, соединяющая источник информации с её потребителем без участия коммутационных устройств телефонных станций сети.
Канал некоммутируемый (канал прямой связи) — канал передачи, соединяющий источник информации с её потребителем без участия коммутационных устройств телефонных станций

## Для вызова специальных служб и экстренной связи
В действовавшем ранее "Наставлении по  службе  связи Государственной противопожарной  службы МВД России" предусматривалось:
- соединение прямыми проводными линиями центра управления силами (ЦУС), пункта связи отряда (ПСО), пункте связи части (ПСЧ) с наиболее важными объектами города;
- соединение прямыми проводными линиями ЦУС с коммутаторами органов внутренних дел и подразделениями вневедомственной охраны для приема сообщений о пожарах;
- прямую телефонную связь ЦУС с пунктами связи подразделений гарнизона;
- прямую телефонную связь со службами жизнеобеспечения.

При этом предусматривалось разное представление диспетчера при ответе. На обычных линиях: "01" или "Пожарная охрана", на прямых: номер части и фамилия диспетчера.
На главном щите управления, блочных щитах управления электростанций должна предусматриваться прямая телефонная связь с объектовым пожарным депо при его наличии на электростанции или с ближайшим подразделением пожарной охраны.
Телефонные аппараты без номеронабирателя предназначены для включения в ручную коммутационную станцию.

## Между государствами
20 июня 1963 года была создана «горячая линия» СССР и США.